# Luan Peres
Luan Peres Petroni, född 19 juli 1994, är en brasiliansk fotbollsspelare som spelar för Santos. Han spelar främst som mittback, men kan även spela som vänsterback

## Karriär
Den 14 juli 2021 värvades Peres av Marseille, där han skrev på ett fyraårskontrakt. Peres debuterade i Ligue 1 den 8 augusti 2021 i en 3–2-vinst över Montpellier, där han råkade göra ett självmål.
Den 29 juli 2022 värvades Peres av turkiska Süper Lig-klubben Fenerbahçe, där han skrev på ett treårskontrakt. Den 3 september 2024 blev Peres klar för en återkomst i Santos, där han skrev på ett kontrakt fram till december 2027.